# Víctor Hugo Tinoco
Víctor Hugo Tinoco Fonseca (León, 10 de junio de 1952) es un político nicaragüense y ex guerrillero sandinista.
Fue viceministro (vicecanciller) de Relaciones Exteriores del gobierno, miembro del Frente Sandinista de Liberación Nacionall, embajador ante las Naciones Unidas y diputado en la Asamblea Nacional.
A fines de la década de 1990 se volvió crítico con Daniel Ortega y fue expulsado del partido en 2005, uniéndose al Movimiento Renovador Sandinista (MRS) y más tarde a su sucesor, el partido Unión Democrática Renovadora (Unamos). 
En junio de 2021 fue arrestado junto a muchos miembros de la oposición, incluidos siete aspirantes a candidatos de la oposición a la presidencia en las elecciones generales nicaragüenses de 2021.

## Biografía
Cursó el bachillerato en el Seminario Nacional donde comenzó a estudiar filosofía. Fue como seminarista que se vinculó con el Frente Sandinista de Liberación Nacional (FSLN), al que ingresó en 1973 mientras estudiaba la licenciatura en sociología en la Universidad Nacional Autónoma de Nicaragua (UNAN-Managua). Luego se trasladó a León donde trabajó en el Frente Estudiantil Revolucionario (FER).
También tiene un posgrado en gestión empresarial avanzada de la Universidad Centroamericana (UCA).
Tras la caída de la dictadura de Somoza, Tinoco fue designado embajador ante las Naciones Unidas, sirviendo desde 1979 hasta 1981.En 1981 se convirtió en Viceministro de Relaciones Exteriores (vicecanciller), cargo que ocupó hasta 1990.También fue miembro de la Asamblea del FSLN. Encabezó la delegación de Nicaragua en las conversaciones de Manzanillo con los Estados Unidos en 1983 y fue el principal representante sandinista en las negociaciones de Contadora (1983-1985), Esquipulas (1987-1988) y con la contra-revolución (1989).
También fue miembro de la Dirección Nacional del FSLN y se desempeñó como diputado a la Asamblea Nacional en dos ocasiones, primero por el FSLN (de 1997 a 2001) y luego por el Movimiento Renovador Sandinista (MRS). A partir de 2010, fue titular de la bancada del MRS.
Se volvió crítico con Daniel Ortega, particularmente viendo el pacto de Ortega con Arnoldo Alemán en 1998 como un punto de inflexión hacia el autoritarismo. La cooperación con la ideología ostensiblemente incompatible de Alemán (representaba al Partido Liberal Constitucionalista de derecha) fue impopular entre los sandinistas y esa reacción estimuló una mayor represión de la disidencia, en opinión de Tinoco, lo que condujo a un fortalecimiento de la corriente autoritaria en el FSLN en general. Con la esperanza de abrir un espacio para las diferentes opiniones dentro del partido, montó un desafío a Ortega que finalmente fracasó en 2001 en las elecciones primarias internas del FSLN para presidente. Luego en febrero de 2005 fue expulsado del partido por su apoyo a la candidatura de Herty Lewites contra Ortega. Se desempeñó como director de campaña de Lewites, quien se separó del FSLN para continuar con su candidatura presidencial bajo el Movimiento de Renovación Sandinista, hasta la repentina muerte de Lewites cuatro meses antes de las elecciones. Tras la revocación de la personalidad jurídica del MRS, Tinoco se convirtió en miembro de su sucesor, Unión Renovación Democrática (Unamos).
En junio de 2021 Tinoco formó parte de una ola de arrestos de candidatos opositores a la presidencia en las elecciones de noviembre de 2021 y otras figuras de la oposición. Fue arrestado el 13 de junio de 2021, el mismo día que otros líderes de Unamos, incluidos Suyén Barahona, Ana Margarita Vigil y la ex camarada sandinista de Tinoco, la comandante Dora María Téllez, famosa por su papel en una redada de 1978 que liberó a 60 presos políticos sandinistas. Como la mayoría de los arrestados, Tinoco está acusado de violaciones de la controvertida Ley 1055, aprobada por la legislatura controlada por el FSLN en diciembre de 2020, que otorga al gobierno facultades unilaterales para detener a cualquier persona que designe como “traidor a la patria”.  Antes de su arresto grabó un video llamando a continuar la resistencia en caso de ser detenido: "Esta es una lucha que tiene que seguir adelante, que no se va a detener... el futuro brillante que el pueblo merece es la victoria y la liberación". de la dictadura y la dinastía que nos quieren imponer.”
Inicialmente se creía que Tinoco estaba recluido en el Complejo Policial Evaristo Vásquez, pero al 27 de junio de 2021 ni su familia ni su abogado lo habían visto desde su arresto. Su familia ha expresado preocupación por su salud,  ya que padece hipertensión, trastornos del ritmo cardíaco y leucopenia. Fue enviado a arresto domiciliario por su delicada salud que pone en peligro su vida en la Dirección de Auxilio Judicial, más conocida como “El Chipote”.
Tinoco fue declarado culpable y condenado a 13 años de prisión el 21 de febrero de 2022.